# Bermudas nos Jogos Pan-Americanos de 2023
Bermudas competiu nos Jogos Pan-Americanos de 2023 em Santiago, no Chile, de 20 de outubro a 5 de novembro de 2023. Foi a 15.ª aparição do território nos Jogos Pan-Americanos, tendo participado de todas as edições desde a sua estreia dos Jogos, em 1967.

## Competidores
Abaixo está a lista do número de competidores (por gênero) participando dos jogos por esporte/disciplina.
| Esporte  | Masculino | Feminino | Total |
| -------- | --------- | -------- | ----- |
| Ciclismo | 2         | 0        | 2     |
| Vela     | 1         | 1        | 2     |
| Total    | 3         | 1        | 4     |

## Ciclismo
Bermudas qualificou 2 ciclistas masculinos. 

### Estrada
Bermudas qualificou dois ciclistas masculinos de estrada através do Campeonato Pan-Americano de 2023, na Cidade do Panamá.
| Atleta | Evento                       | Tempo | Posição |
| ------ | ---------------------------- | ----- | ------- |
|        | Contra o relógio masculino   |       |         |
|        | Corrida em estrada masculina |       |         |

## Vela
Bermudas qualificou 2 barcos, para um total de 2 atletas.
Masculino
| Atleta | Evento | Regata | Regata | Regata | Regata | Regata | Regata | Regata | Regata | Regata | Regata | Regata | Regata | Regata | Total  | Total   |
| Atleta | Evento | 1      | 2      | 3      | 4      | 5      | 6      | 7      | 8      | 9      | 10     | 11     | 12     | M      | Pontos | Posição |
| ------ | ------ | ------ | ------ | ------ | ------ | ------ | ------ | ------ | ------ | ------ | ------ | ------ | ------ | ------ | ------ | ------- |
|        | Laser  |        |        |        |        |        |        |        |        |        |        | —      | —      |        |        |         |

Feminino
| Atleta | Evento       | Regata | Regata | Regata | Regata | Regata | Regata | Regata | Regata | Regata | Regata | Regata | Regata | Regata | Total  | Total   |
| Atleta | Evento       | 1      | 2      | 3      | 4      | 5      | 6      | 7      | 8      | 9      | 10     | 11     | 12     | M      | Pontos | Posição |
| ------ | ------------ | ------ | ------ | ------ | ------ | ------ | ------ | ------ | ------ | ------ | ------ | ------ | ------ | ------ | ------ | ------- |
|        | Laser radial |        |        |        |        |        |        |        |        |        |        | —      | —      |        |        |         |